# 河溪南乳魚
河溪南乳魚，為輻鰭魚綱胡瓜魚目南乳魚科的其中一種，分布於紐西蘭的淡水水域，體長可達10公分，棲息在溪流，屬肉食性，生活習性不明。

## 擴展閱讀
維基物種上的相關：河溪南乳魚